# 2018年和2022年国际足联世界杯申办过程

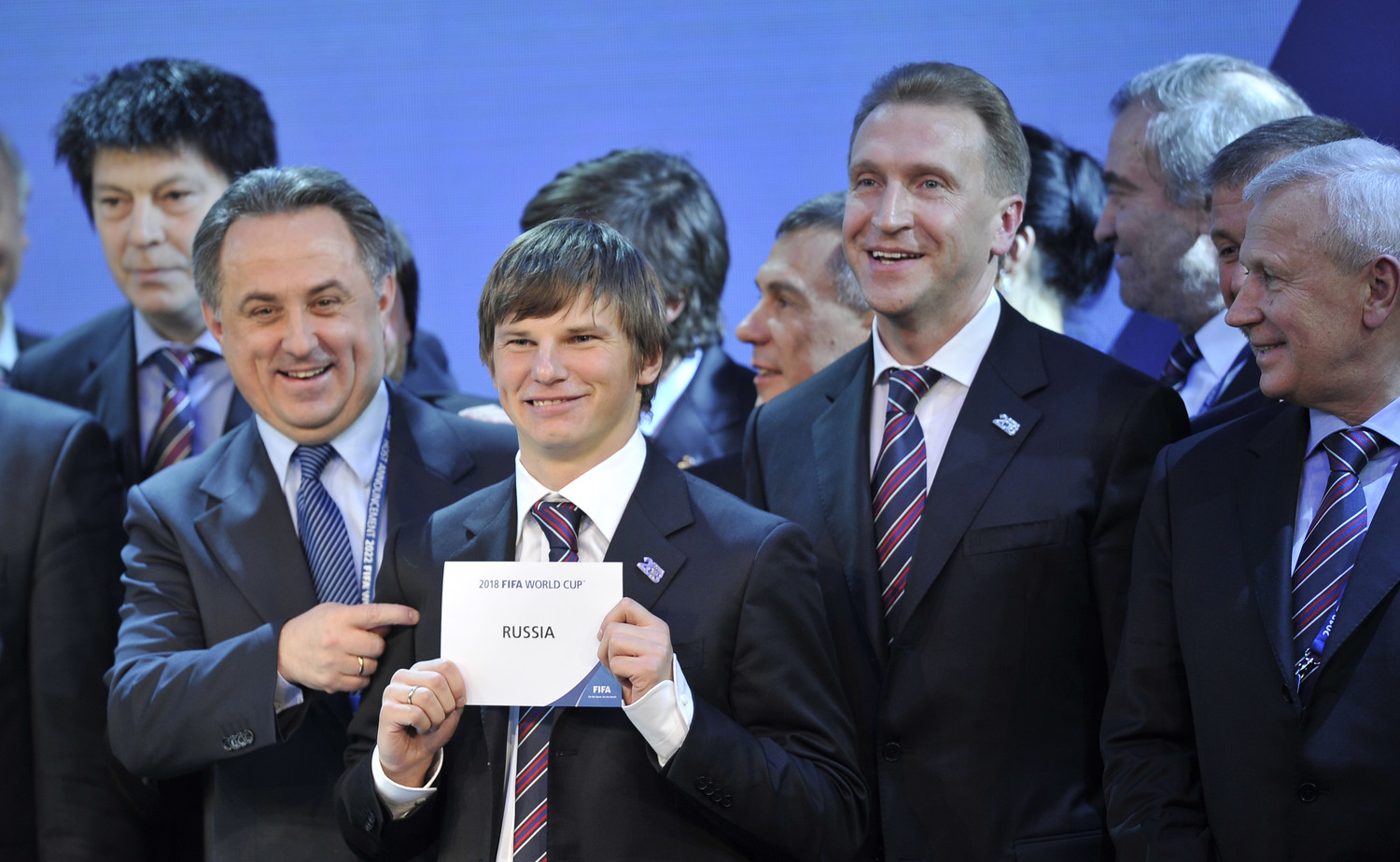
2018年和2022年国际足联世界杯投票阶段

2018年和2022年国际足联世界杯申办过程叙述了国际足联关于决定2018年国际足联世界杯和2022年国际足联世界杯主办国的全过程。2009年3月，国际足联收到了来自13个国家的11个申办主张，其中有1个主张被撤回，1个主张在国际足联委员会在2010年11月投票时被驳回。剩下9个主张中，有2个主张只希望申办2022年国际足联世界杯。2010年12月2日，国际足联宣布俄罗斯和卡塔尔分别为2018年国际足联世界杯和2022年国际足联世界杯的主办国。

## 背景
2007年10月，国际足联取消了原来的世界杯各大洲轮回举办的规则。自此之后，来自同一个大洲的不同国家可以连续举办2次世界杯。但是，国际足联虽然取消了大洲轮回政策，但非洲国家不得申办2018年世界杯，南美洲国家不得申办2018年和2022年世界杯。

### 轮回规则

国际足联下属的六个协会分布图

在2006年国际足联世界杯后，国际足联制定了世界杯各大洲轮回举办的规则。2010年国际足联世界杯和2014年国际足联世界杯的举办过程皆受到了该规则的影响。在该规则下，非洲和南美洲国家将无法申办2018年国际足联世界杯。同样地，南美洲国家也无法申办2022年国际足联世界杯。

## 申办过程
2018年及2022年国际足联世界杯的申办程序于2009年1月开始，申办国家必须于2月2日前完成申请手续。截至2009年3月，国际足联国际足联收到了来自13个国家的11个申办主张，其中包括2个多个国家联合举办的申办主张：比利时和荷兰、葡萄牙和西班牙。墨西哥提出了申办意愿，但在2009年9月28日撤回。印度尼西亚由于缺乏该国政府的支持，导致其申办主张在国际足联2010年11月投票时被驳回。在剩下9个申办主张中，韩国、卡塔尔、日本、澳大利亚和美国只打算申办2022年世界杯，其他国家同时申办了2018年和2022年世界杯。但由于2018年世界杯只有欧洲国家申办，这些欧洲国家均将申办目标改为只申办2018年世界杯。国际足联曾在官网上提到过埃及也参与了申办过程，但由于埃及足球协会主席否决了这项计划，最终未将该国家列入申办列表中。
| 比利时－荷兰          |            |            |            |          |              |          |
| 英格兰                |            |            |            |          |              |          |
| 俄罗斯                |            |            |            |          |              |          |
| 葡萄牙－西班牙        |            |            |            |          |              |          |
| 2022年世界杯 申办主张 | 澳大利亚   |            |            |          |              |          |
| 2022年世界杯 申办主张 | 日本       |            |            |          |              |          |
| 2022年世界杯 申办主张 | 卡塔尔     |            |            |          |              |          |
| 2022年世界杯 申办主张 | 韩国       |            |            |          |              |          |
| 2022年世界杯 申办主张 | 美国       |            |            |          |              |          |
| 被取消                | 印度尼西亚 |            |            |          |              |          |
| 被取消                | 墨西哥     | 申办2018年 | 申办2022年 | 取消申办 | 2018年无资格 | 均无资格 |

### 2018年国际足联世界杯

#### 比利时和荷兰
比利时国会议员阿兰·库图斯于2006年10月公开宣布比荷卢联盟的三个成员国：比利时、荷兰和卢森堡将共同申办2018年国际足联世界杯。2007年6月，这三个国家开始将申办世界杯一事提上日程。随后，卢森堡宣布如果比荷卢联盟申办世界杯成功，该国将不会承办任何一场比赛，仅会主办一次国际足联大会。
比利时和荷兰在2009年3月共同向国际足联正式提交了申办意愿。在此之前，比利时足球协会和皇家荷兰足球协会委派的代表团于2007年11月14日会见了国际足联时任主席塞普·布拉特，公开宣布了他们对共同申办世界杯的意愿。2008年3月19日，该代表团还会见了时任欧足联主席米歇尔·普拉蒂尼，表达了他们的意愿。
在提交申办主张时，比荷卢联盟的任何一个成员国都没有能同时容纳80000人的体育场。为解决该问题，鹿特丹市议会承诺在2009年3月完成对费耶诺德体育场的改造升级工程。2009年11月，比利时和荷兰提交了比赛场地安排计划。比利时的比赛将被安排在安特卫普、布吕赫、布鲁塞尔、沙勒罗瓦、亨克、根特和列日，荷兰的比赛将被安排在阿姆斯特丹、埃因霍温、恩斯赫德、海伦芬和鹿特丹。

#### 英格兰
2007年10月31日，英格兰足球总会正式对外宣布了关于申办2018年国际足联世界杯的意愿。2008年4月24日，英足总完成了长达63页的关于申办2018年世界杯的材料，其内容主要为发展世界足球的相关事项。2009年1月27日，英格兰正式向国际足联递交了申办材料。理查德·卡本在担任体育部长后，开始担起了申办世界杯的主要职责。2008年10月24日，英足总成立了世界杯申办执行委员会，由男爵戴维·特里斯曼担任委员会主席。然而，特里斯曼在2010年5月16日发表评论后辞职。他在评论中还建议，如果俄罗斯在2010年国际足联世界杯上贿赂裁判，西班牙应当考虑放弃申办。
英国政府表示支持英格兰关于申办2018年世界杯的事项。2005年11月，时任英国财政大臣戈登·布朗和体育部长泰萨·乔威尔首次宣布，他们将对申办世界杯的可能性进行调查。同月，英足总传讯总监阿德里安·贝维因顿公开称他支持这次申办，同时也提出了明确的建议。戈登·布朗在2006年3月和5月还特意重申了他对支持申办世界杯的立场。英国政府于2007年2月12日正式发布了申办世界杯的报告，明确了只有英格兰而非整个英国申办的地位。比赛场地于2009年12月16日被公布，分别位于伦敦（3座）、曼彻斯特（2座）、伯明翰、布里斯托尔、利兹、利物浦、米尔顿凯恩斯、泰恩河畔纽卡斯尔、诺丁汉、普利茅斯、谢菲尔德和桑德兰。
国际足联的官员们对英格兰的申办主张表示感兴趣。时任国际足联副主席戴维·威尔早在2004年5月就承诺为英格兰申办世界杯投上一票。2007年，曾带领德国成功申办2006年国际足联世界杯的弗朗茨·贝肯鲍尔在公开场合曾两次公开英格兰申办世界杯。时任国际足联主席塞普·布拉特称十分欢迎来自“足球故乡”的英格兰申办2018年世界杯。布拉特在访问英格兰时与戴维·卡梅伦交谈了两次，卡梅伦表达出了对申办世界杯的支持，希望世界杯能够在英格兰举办。
2010年8月，在2010年国际足联世界杯上成功预测8场比赛结果的章鱼保罗回到英格兰，开始投身于英格兰的2018年世界杯申办活动。然而，2010年10月25日，章鱼保罗于奥伯豪森水族馆离世，享年2岁又8个月。在申办2018年世界杯失败后，英格兰足球总会已经同意将展开关于申办2030年国际足联世界杯的调查工作。
已结束任期的英格兰足球总会主席特里斯曼爵士在2018年的一次采访中表示，在英格兰申办2018年国际足联世界杯的期间，他们的电脑曾遭到过来自黑客的攻击。

#### 葡萄牙和西班牙

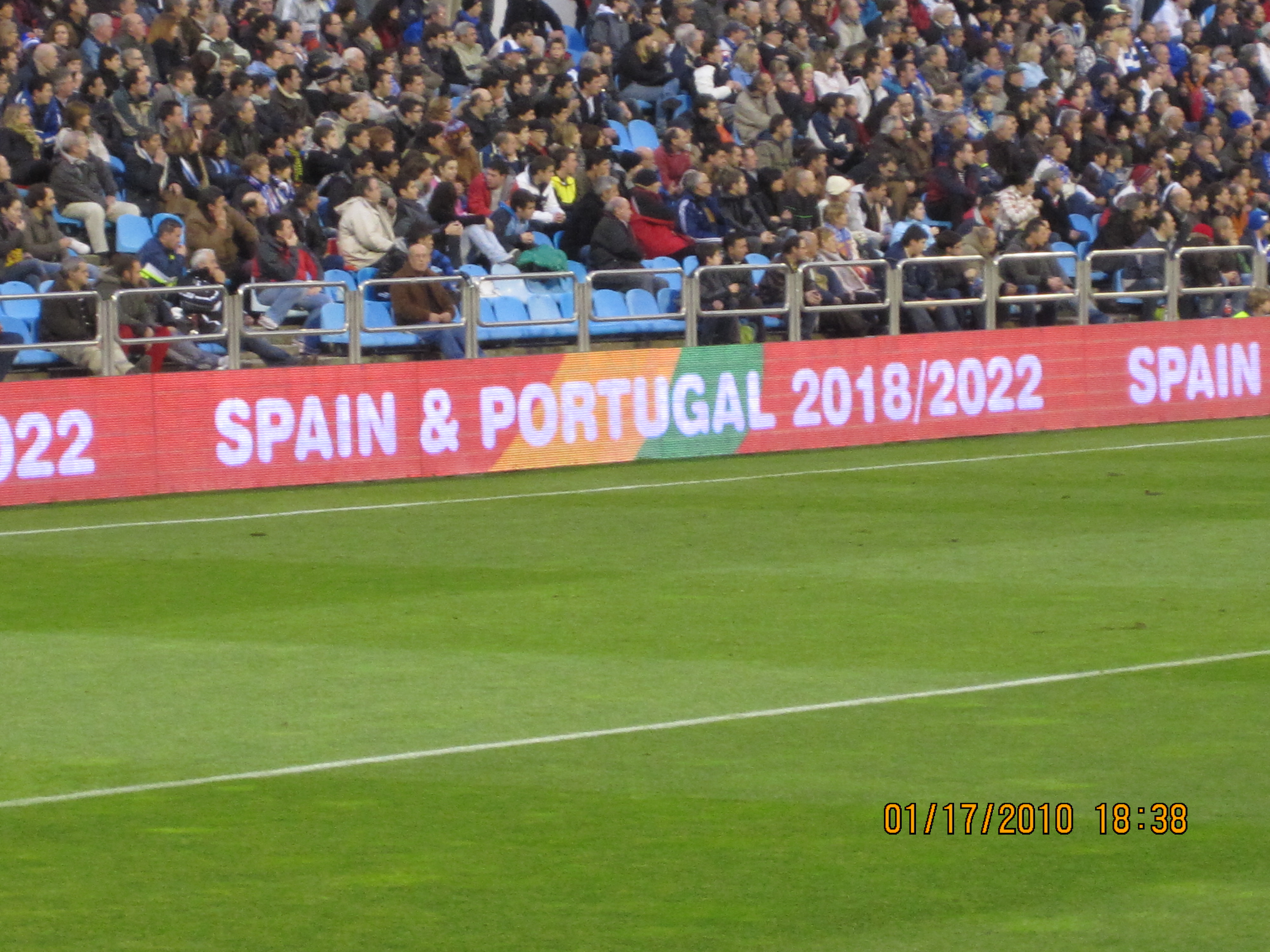
2010年，罗马雷达球场场边的关于葡萄牙和西班牙联合申办2018年和2022年国际足联世界杯的广告

葡萄牙足球协会时任主席吉尔伯托·马代尔在2007年11月首次提出要与西班牙一同申办2018年国际足联世界杯。2008年2月18日，该申办意愿被时任国际足联主席塞普·布拉特确认。然而，西班牙皇家足球协会时任主席安吉尔·玛利亚在2008年7月称西班牙只想以单个国家的名义申办世界杯，并不希望与葡萄牙合办。2008年11月23日，安吉尔·玛利亚在西班牙皇家足球协会主席重新选举后称，保证在他的新的任期内，基本目标就是把世界杯主办权带到西班牙，但他并未说明是以单个国家名义还是与葡萄牙合办。
2008年12月23日，安吉尔·玛利亚发布声明，称他个人上认为西班牙应与葡萄牙一起共同举办世界杯。随后，在西班牙皇家足球协会高层会议后，西班牙和葡萄牙宣布了共同申办2018年世界杯的意向。西班牙体育报纸马卡报透露了更多的申办细节，如开幕式和决赛将分别在里斯本和马德里举行。
西班牙球员塞斯克·法布雷加斯被任命为西班牙的世界杯申办大使。西班牙球员劳尔·冈萨雷斯·布兰科和葡萄牙球员路易斯·菲戈被任命为西班牙与葡萄牙共同申办世界杯的形象大使。

#### 俄罗斯
早在2007年，就有传闻称俄罗斯将申办2018年国际足联世界杯。然而，俄罗斯在2009年上半年才宣布申办2018年或2022年国际足联世界杯的意向，在最后一刻向国际足联提交了申办请求。2009年10月9日，俄罗斯足球总会在莫斯科国营百货商店召开新闻发布会，宣布正式启动2018年或2022年国际足联世界杯的申办工作。俄罗斯时任总统普京对申办世界杯产生了浓厚的兴趣，并命令体育部长维塔利·穆特科开始准备申办工作。据维塔利·穆特科早些时候提交的一份报告，俄罗斯准备耗资101亿美元举办世界杯。俄罗斯世界杯申办委员会成员还包括俄罗斯足球联盟首席执行官阿列克谢·索洛金和亚力山大·达尔乔泽，担任申办计划总执行人和运营总监。
共有14个城市被选为举办城市，分别为圣彼得堡、莫斯科、索契、叶卡捷琳堡、加里宁格勒、顿河畔罗斯托夫、克拉斯诺达尔、雅罗斯拉夫尔、下诺夫哥罗德、喀山、萨兰斯克、萨马拉和伏尔加格勒。虽然在申办时俄罗斯境内并无超过8万坐席的体育场，但位于莫斯科的卢日尼基体育场已具备改造条件。俄罗斯世界杯申办组委会首席执行官阿列克谢·索罗金在2016年接受采访时称，比赛场馆和基础设施建设正在全速进行，没有任何因素可以阻碍俄罗斯完美筹备2018年世界杯。

### 2022年国际足联世界杯

#### 澳大利亚

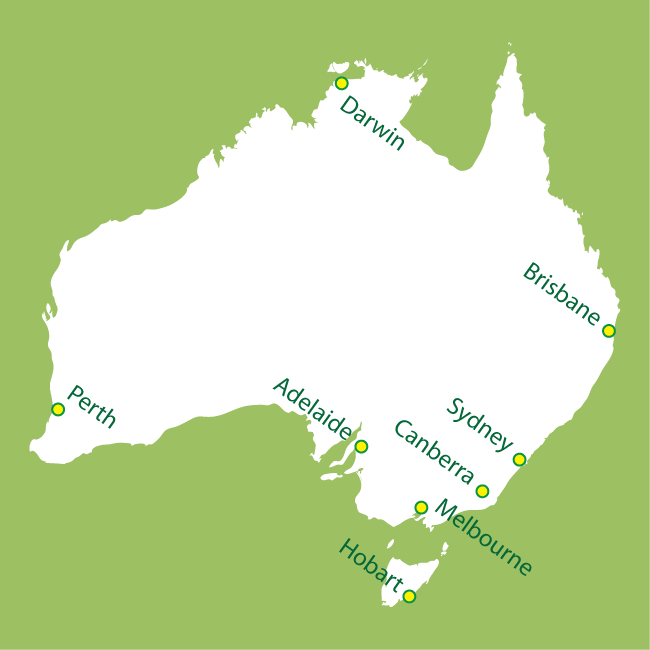
澳大利亚拟定的2022年国际足联世界杯比赛场地分布

2006年7月，堪培拉召开了一次澳大利亚政府首脑会议，在会上传出了澳大利亚将申办2018年国际足联世界杯的消息。一年后，即2007年9月，澳大利亚足球协会确认了申办2018年国际足联世界杯的消息。先前，维多利亚州体育部长贾斯汀·马顿于2006年5月称他希望他所在的州能够申办2018年世界杯。时任澳大利亚足球协会主席弗兰克·洛伊于2008年2月称澳足协已考虑将16个体育场作为世界杯比赛场馆。同月，前澳大利亚总理陆克文宣布澳大利亚政府将支持申办活动。同年12月，澳大利亚联邦体育部长凯特·艾丽斯宣布，澳大利亚政府将下拨4560万美元给澳大利亚足球协会以用来进行申办活动。2009年7月，陆克文在苏黎世讨论了关于2018年世界杯申办的相关事项。
在悉尼举办的2008年国际足联大会上，国际足联主席塞普·布拉特推荐澳大利亚将申办目标转向2022年世界杯。但澳足协主席弗兰克·洛伊坚持称澳大利亚将申办2018年世界杯。然而，在2010年6月10日听取了亚足联主席关于2018年世界杯应该在欧洲举行的意见，澳大利亚最终退出了2018年世界杯的申办竞争，将目标转向2022年世界杯。
澳大利亚最大的体育场在申办过程中被澳大利亚其他主要体育项目所使用，并且它们未来的比赛时间与世界杯可能会重叠。澳大利亚澳式足球联盟和全国橄榄球联赛声称，如果这些场馆因世界杯而被占用几个星期，会严重干扰到他们的赛季进程，影响他们赛事和俱乐部的生存能力。特别是澳大利亚澳式足球联盟在此前宣城，在整个世界杯期间，墨尔本将不会放弃达克兰体育场。2010年5月9日，澳大利亚澳式足球联盟、全国橄榄球联赛和澳大利亚足球协会共同发布了一份声明，澳足协将保证澳大利亚澳式足球联盟和全国橄榄球联赛的赛季不被中断。如果申办成功，由于举办世界杯所造成的任何破坏，澳足协将积极赔偿损失。随后，澳大利亚澳式足球联盟首席执行官安得烈·德米特里公开宣布支持申办世界杯，尽管他此前并不这样做。弗朗茨·贝肯鲍尔推测，国际足联执行委员会其实并未考虑过澳大利亚澳式足球联盟、全国橄榄球联赛和澳大利亚足球协会之间的纠纷问题。虽然最初澳大利亚似乎是主办权的热门竞争者，但最终澳大利亚仅获得了一票，弗朗茨·贝肯鲍尔表示十分吃惊。

#### 日本
当日本被曝出将要申办世界杯时，虽然日本曾与韩国合办过2002年国际足联世界杯，但他们还是被认为在这次世界杯申办过程中有着竞争关系。虽然当时的日本并无8万坐席的体育场，但他们在申办2016年夏季奥林匹克运动会时就已提出过将建造一个多达10万坐席的体育场。日本同时承诺，如果日本获得了2022年世界杯的主办权，他们将开发一些的新转播技术，这意味着将允许为世界上400个体育场为3.6亿人提供实时的3D转播。比赛实况画面将被两百多个高清摄像机全方位捕捉，在各个球场的巨型屏幕上投射。此外，如果届时可以使用这种技术，日本将以全息格式转播世界杯。除了让全世界的观众在平面屏幕上观看3D成像，世界杯的全息投影将把比赛实况投射到体育场场地上，创造出一种更真实的情景。嵌入在播放表面下方的麦克风将记录所有声音，以增加现实感。
2010年7月11日，在2010年国际足联世界杯上表现优异的日本前锋本田圭佑表示，他将全力帮助日本夺得2022年国际足联世界杯的主办权。日本世界杯申办委员会同日表示，本田圭佑将与前日本队主帅济科、特鲁西埃和奥西姆共同组成申办大使小组。然而，在日本申办2016年奥运会失败后，日本足球协会副主席小仓纯二于2009年10月承认，日本主办2018年或2022年世界杯的机会变得越来越渺茫。2010年5月4日，在听取了亚足联主席关于2018年世界杯应该在欧洲举行的意见后，日本宣布将只申办2022年世界杯。

#### 卡塔尔
卡塔尔在申办之初就宣布只参与2022年世界杯的主办权竞争，试图成为第一个举办国际足联世界杯的阿拉伯国家。前卡塔尔埃米尔的儿子穆罕默德·阿勒萨尼被任命为申办委员会主席。卡塔尔原本计划以阿拉伯国家联合申办的方式进行竞争，并希望得到整个阿拉伯世界的支持，将其定位为弥合阿拉伯与西方世界之间的鸿沟的机会。2009年3月，穆罕默德·阿勒萨尼称卡塔尔已为主办2022年国际足联世界杯作好了准备。为成功申办2022年世界杯，卡塔尔于2009年11月在全国范围内展开了宣传活动。
然而，外界对卡塔尔的申办提出了质疑，对其极端的高温表示了担忧。以往的世界杯总是在六月和七月举行。在这期间，卡塔尔大部分地区的日间平均最高气温都超过了40°C，日均最低温度也超过了30°C。对此，穆罕默德·阿勒萨尼回应说，如果这项赛事必须在六月或七月举办，卡塔尔将不得不借助新技术来对付炎热的天气。同时他还声明声明，卡塔尔已经开始了新技术的研发，准备建造一个可以控制温度的体育场。最先拟议的五个体育场计划采用能降低体育场内温度达到20摄氏度的冷却技术。此外，在世界杯结束后，这些体育场馆的上层部分将在世界杯之后捐赠给体育基础设施较薄弱的国家。
时任国际足联主席塞普·布拉特赞同了在中东地区举办世界杯的想法。他在2010年4月时说：“阿拉伯世界值得举办世界杯，该地区有22个国家，之前却从来没有机会来组织世界杯赛事”。同时，布拉特也称赞了卡塔尔的降温新技术，对外界向卡塔尔的质疑进行了反驳。2010年7月28日，卡塔尔获得了巨大的鼓舞，时任亚足联主席默罕默德·本·哈曼在新加坡发表讲话时，本·哈曼明确表示他将为卡塔尔投出一票。

#### 韩国
韩国宣布只申办2022年国际足联世界杯。2009年8月，前大韩民国外交部部长韩昇洲被任命为世界杯申办委员会主席。同年9月，他在苏黎世与时任国际足联主席塞普·布拉特进行了会见。2010年1月，时任大韩民国总统李明博在苏黎世的国际足联总部与布拉特进行了会见。
韩国世界杯申办委员会把成功举办过2002年世界杯的足球基础设施、快速安全的交通体系和世界最高的IT技术等看作是韩国申办2022年世界杯的优势。同时，他们认为，韩国作为连续晋级7届世界杯决赛圈的亚洲足球强国，可以通过足球的形式来缓和朝鲜半岛局势。但韩国国内也有舆论认为，韩国应从2018年冬奥会和2022年世界杯中选择一项，以集中力量进行申办。虽然韩国在申办之初并无8万坐席的体育场，但他们打算从现有的几个大型体育场中选取一个进行扩充升级，如首尔奥林匹克主竞技场、首尔世界杯竞技场、大邱体育场和仁川亚运主体育场。共有12个城市被韩国方面选为举办城市，分别为釜山广域市、天安市、大邱广域市、大田广域市、高阳市、光州广域市、仁川广域市、全州市、西归浦市、首尔特别市、水原市和蔚山广域市，其中仁川广域市和首尔特别市将有2个体育场作为举办场地。

#### 美国

美国拟定的2022年国际足联世界杯比赛场地分布

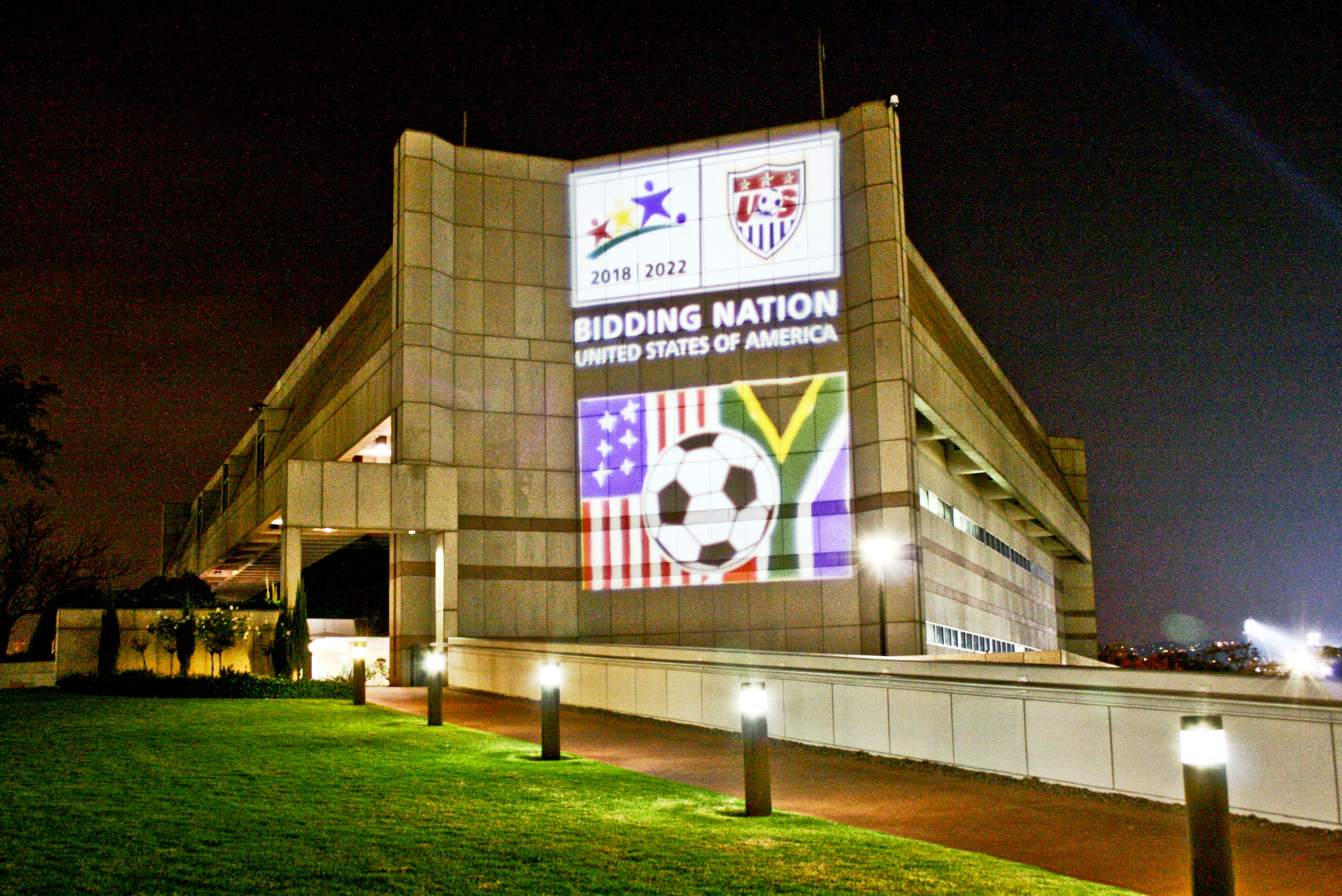
2010年，投射到美国驻比勒陀利亚大使馆外墙的关于美国申办2018年和2022年国际足联世界杯的广告

美国足球协会于2007年2月首次提出将申办国际足联世界杯，但当时的申办目标为2018年世界杯而非2022年世界杯。2009年1月28日，美国足球协会宣布将同时申办2018年和2022年世界杯。Univision媒体集团董事长戴维·唐斯被任命为世界杯申办委员会的领导人。时任国际足联副主席兼中北美洲及加勒比海足球协会主席杰克·华纳于2007年8月称，他将尽最大可能将世界杯主办权带到中北美洲及加勒比海地区。然而，华纳同时也建议美国足球协会将申办视线全部转移至2022年世界杯上。
2009年4月，申办委员会在美国境内初步确定了70个体育场作为比赛场地。经过两个月的初步筛查，场馆数量被削减到45个。随后，在2009年8月场馆数目又被削减至32个。2010年1月，附有21个场馆的最终名单出炉。举办城市分别为亚特兰大、巴尔的摩、波士顿、达拉斯、丹佛、休斯敦、印第安纳波利斯、堪萨斯城、洛杉矶、迈阿密、纳什维尔、纽约、费城、菲尼克斯、圣地亚哥、西雅图、坦帕和华盛顿哥伦比亚特区。其中，洛杉矶、西雅图、达拉斯和华盛顿哥伦比亚特区拥有多个达标的场馆。这21个场馆的平均座位数量为77000个，其中有7个体育场至少有80000个座席，并且没有任何一个场馆的座位数少于65000个。
2010年10月，美国宣布退出2018年世界杯的申办，将重点全部转移至2022年世界杯的申办中。

### 取消的申办主张

#### 印度尼西亚
印度尼西亚曾是国际足联世界杯历史上的第一个参赛的亚洲国家，曾以荷属东印度群岛的名义参加了1938年国际足联世界杯。由于获得了政府的支持，印尼足球协会于2009年1月确认了关于申办2022年国际足协世界杯的可能性。同年2月，印尼足球协会正式宣布申办2022年国际足联世界杯。印度尼西亚政府共计投资了10亿美元用来升级体育场的配套基础设施以满足国际足联的要求。
在申办活动中，尽管基础设施相对较差，并且国家队的水平较低，但印尼足球协会主席努尔丁·哈里特称，他相信印度尼西亚有机会赢得国际足联的批准举办2022年世界杯。他还说，印度尼西亚提出了一个“2022年绿色世界杯”的概念，通过举办世界杯，他们希望建造对环境友好的基础设施，从而达到绿色、环保的目的。
实际上，印度尼西亚申办世界杯是印尼足球协会迫于印尼球迷的强烈压力下才发起的。直到2010年2月9日，印尼足球协会才正式获得印度尼西亚政府的支持，在提交申办材料的最后期限才被国际足联正式受理申办。印尼足球协会秘书长奴格拉哈·波苏斯在2010年3月称，不否认印度尼西亚撤回申办主张的可能性，因为印度尼西亚政府并不真正支持这一系列的申办活动。2010年3月19日，由于印度尼西亚政府表示，他们无法满足国际足联的所有要求，因此国际足联正式拒绝了印度尼西亚关于申办2022年世界杯的请求。因此，印尼足球协会将立场变为支持澳大利亚申办2022年世界杯。

#### 墨西哥
前墨西哥足球协会主席阿尔伯托·德拉托雷曾于2005年称，墨西哥有兴趣申办国际足联世界杯。但由于世界杯举办的轮回规则，墨西哥被迫取消了申办主张。

## 投票

### 投票者名单
国际足联主席
- 塞普·布拉特

国际足联高级副主席
- 胡里奥·格隆多纳

国际足联副主席
- 伊萨·哈耶托（英语：Issa Hayatou）
- 鄭夢準
- 杰克·华纳（英语：Jack Warner (football executive)）
- 安赫尔·马里亚·比利亚尔
- 米歇尔·普拉蒂尼
- 杰夫·汤普森（英语：Geoff Thompson (football)）

国际足联理事会成员
- 米切尔·德胡格和（英语：Michel D'Hooghe）
- 理查多·特谢拉（英语：Ricardo Teixeira）
- 默罕默德·本·哈曼
- 塞内斯·埃尔齐克（英语：Senes Erzik）
- 查克·布拉泽（英语：Chuck Blazer）
- 沃拉维·马库迪（英语：Worawi Makudi）
- 尼科勒斯·列奥兹（英语：Nicolas Leoz）
- 小仓纯二
- 马里奥斯·莱弗卡里提斯（英语：Marios Lefkaritis）
- 贾可·阿努马（英语：Jacques Anouma）
- 弗朗茨·贝肯鲍尔
- 拉菲尔·萨尔盖罗（英语：Rafael Salguero）
- 哈尼·阿布·里达（英语：Hany Abo Rida）
- 維塔利·穆特科

被剥夺投票权
- 雷纳德·特马里
- 阿莫斯·阿达穆（英语：Amos Adamu）

### 投票规则
2018年国际足联世界杯和2022年国际足联世界杯的投票被安排在了一起进行，主办国通过多轮绝对多数制的方法决定出。所有国际足联理事会的成员均拥有1票，每轮投票中获得最少票数的申办主张将遭到淘汰，直至选出票数最多的主办国。当出现票数相等的情况时，时任国际足联主席塞普·布拉特将拥有一票决定权。当时参与投票的国际足联理事会的成员共有24个，然而其中2个成员被指受贿，被取消了投票权。曾一度传出流言称将重新投票，然而最终并未实行。当某一轮投票中某个国家获得了12个选票以上，将被直接认定为主办国。

### 投票结果
2010年12月2日，时任国际足联主席塞普·布拉特在苏黎世的国际足联总部宣布了2018年和2022年国际足联世界杯的主办国家。俄罗斯被选为2018年国际足联世界杯主办国，卡塔尔被选为2022年国际足联世界杯主办国。这使得俄罗斯成为了第一个举办世界杯的东欧国家，卡塔尔成为了第一个举办世界杯的中东国家。布拉特在宣布结果时称，“世界杯走进了新的土地”。
| 国家或地区     | 投票 | 投票 |
| 国家或地区     | 1    | 2    |
| -------------- | ---- | ---- |
| 俄羅斯         | 9    | 13   |
| 西班牙/ 葡萄牙 | 7    | 7    |
| 荷蘭/ 比利时   | 4    | 2    |
| 英格兰         | 2    | –    |
| 总票数         | 22   | 22   |

| 国家或地区 | 投票 | 投票 | 投票 | 投票 |
| 国家或地区 | 1    | 2    | 3    | 4    |
| ---------- | ---- | ---- | ---- | ---- |
|            | 11   | 10   | 11   | 14   |
| 美国       | 3    | 5    | 6    | 8    |
|            | 4    | 5    | 5    | –    |
| 日本       | 3    | 2    | –    | –    |
|            | 1    | –    | –    | –    |
| 总票数     | 22   | 22   | 22   | 22   |

## 反应

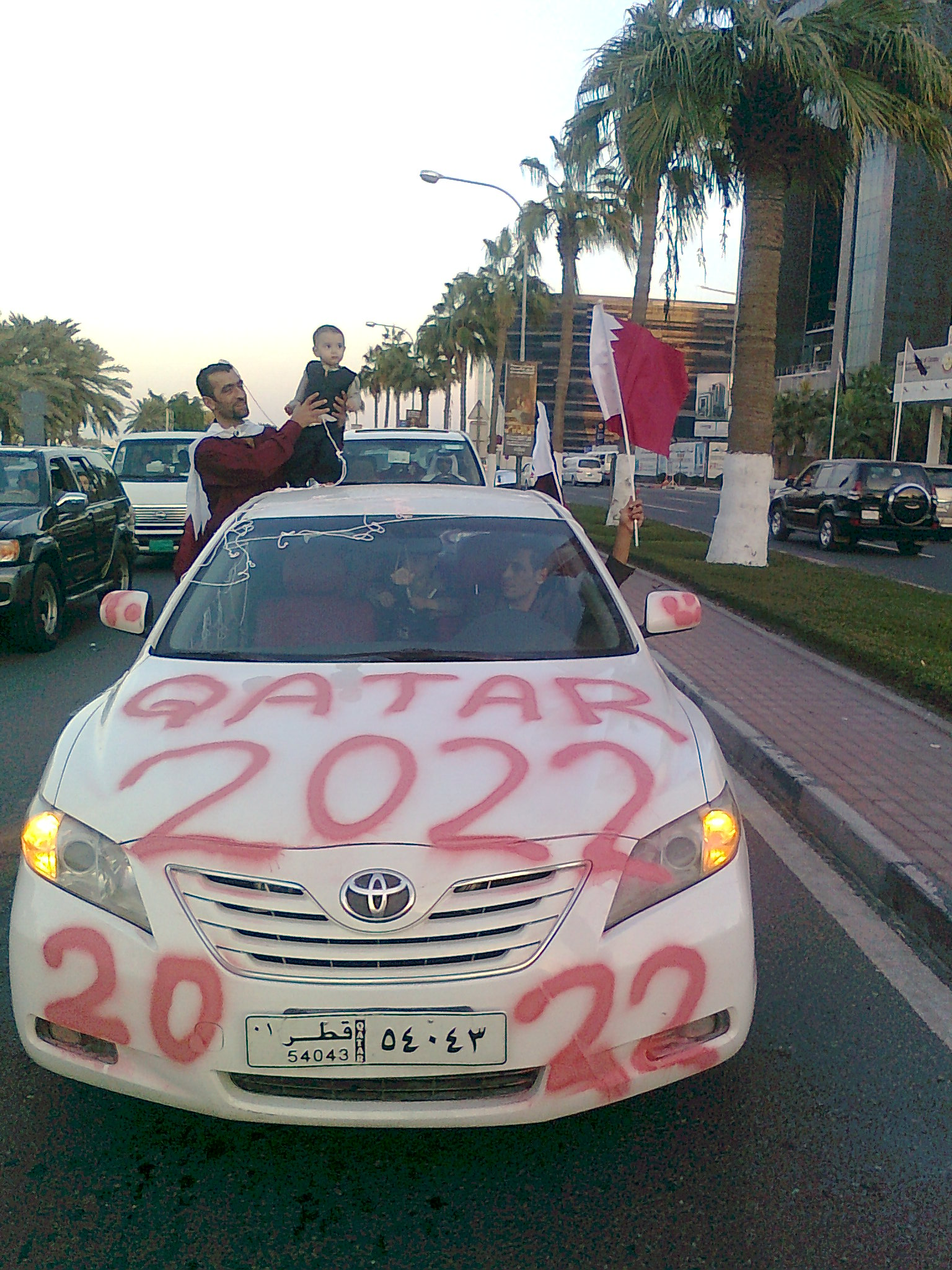
卡塔尔街头为庆祝卡塔尔获得2022年国际足联世界杯的主办权的被涂鸦的车辆

为了庆祝卡塔尔获得2022年国际足联世界杯的主办权，多哈街头举行了庆祝活动。卡塔尔交易所在卡塔尔获选后的交易量暴涨。时任伊朗总统马哈茂德·艾哈迈迪内贾德向卡塔尔表示了祝贺，认为主办这次世界杯可以促进波斯湾地区和中东地区的足球运动。他还说，伊朗准备帮助卡塔尔举办这项赛事。他同时强调了区域国家间合作利用体育资源和机会的必要性。
时任俄罗斯总理德米特里·阿纳托利耶维奇·梅德韦杰夫在投票结束当天晚上发布视频称，祝贺俄罗斯获得2018年国际足联世界杯的主办权。同时承诺，俄罗斯不仅要进行2014年冬奥会的筹备工作，还要与此同时认真准备2018年国际足联世界杯的准备工作。

### 贿选指控
这次投票结果在失利的国家中也有强烈反响。大多数英国报纸声称2018年世界杯是“卖给”俄罗斯的，同时来自西班牙、荷兰和日本等国家的媒体就俄罗斯和卡塔尔的经济实力提出了质疑。美国报纸《西雅图时报》和《华尔街日报》称这次世界杯主办国投票环节中充满了勾结和腐败。
拜仁慕尼黑股份公司监事会主席乌利·赫内斯称国际足联主席塞普·布拉特对世界杯主办国投票失去了控制，并称国际足联内部存在着大量丑闻，一桩丑闻与另一桩丑闻接踵而至。2011年5月10日，英国世界杯申办委员会主席戴维·特里斯曼对一个专责委员会透露称有4个国际足联委员会成员向他索取各种各样的东西来换取选票。同日，《星期日泰晤士报》报道，两位国际足联委员会成员伊萨·哈耶托和贾可·阿努马获得了150万美元以换取赞成卡塔尔的选票。同月30日，国际足联主席塞普·布拉特在一次新闻发布会上反驳了《星期日泰晤士报》的说法，而在当天被停职的杰克·华纳在调查中泄露了国际足联总书记杰里奥·瓦尔克的电子邮件，这表明卡塔尔已经“购买”了2022年世界杯的主办权。瓦尔克随后发表了一份声明，否认他曾暗示这是贿赂，而是说该国“利用其财政实力游说支持”。同时，卡塔尔官员否认有任何不当行为。同年11月，BBC播放了一名为国际足联的肮脏秘密的纪录片，片中称国际足联官员在1989至1999年间收到了巨额贿赂，但国际足联没有对此进行调查。另外，德国足球协会主席特奥·茨万齐格也曾要求过国际足联对卡塔尔获选主办权一事展开调查。
2011年2月，布拉特承认了西班牙和卡塔尔确实试图通过交易来换取选票，“但没有奏效”。